# Scorpaenopsis longispina
Scorpaenopsis longispina är en fiskart som beskrevs av Randall och William N. Eschmeyer 2001. Scorpaenopsis longispina ingår i släktet Scorpaenopsis och familjen Scorpaenidae. Inga underarter finns listade i Catalogue of Life.